# Nawsie (ruralistyka)

Schemat owalnicy z nawsiem w centrum

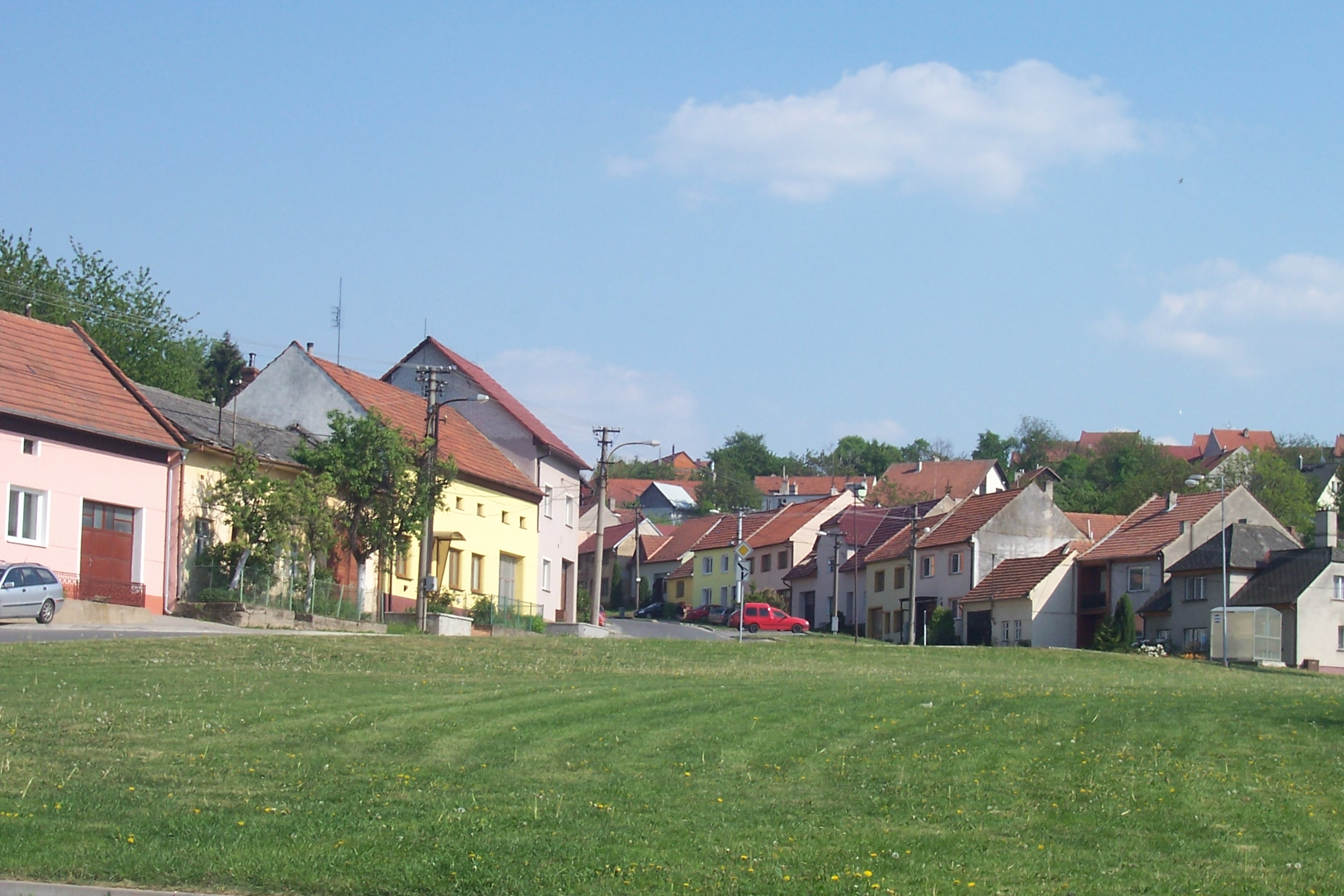
Nawsie w czeskiej wsi Mistřice

Nawsie – plac położony w obrębie dawnej wsi poddańczej. Był otoczony zagrodami. Pierwotnie stanowił własność wspólną wsi i służył wspólnym celom. Bardzo często na nawsiu lokalizowany był kościół wraz z otaczającym go cmentarzem. Nawsie bywało także wykorzystywane jako łąka, pastwisko, ale też jako miejsce targów. Z czasem zanikł, zabudowywany.
Dla Józefa Burszty zasiedlanie nawsia wiązało się z procesem różnicowania społecznego wsi: w nim lokowały się instytucje o charakterze publicznym i prywatnym, obsługujące całą okolicę; było też głównym obszarem osiedlania się ludności przybyłej z zewnątrz oraz różnorodnej pod względem składu i pochodzenia biedoty wiejskiej. Obszar wewnątrz nawsia miał być również bardziej zmienny pod względem układu zabudowy.